# Maschane rubricosa
Maschane rubricosa är en fjärilsart som beskrevs av Paul Dognin 1916. Maschane rubricosa ingår i släktet Maschane och familjen tandspinnare. Inga underarter finns listade i Catalogue of Life.